# Batalha de Palermo
A Batalha de Palermo foi um conflito militar da Guerra Franco-Holandesa que ocorreu no dia 2 de Junho de 1676, perto de Palermo na Itália. A frota francesa foi liderada por Abraham Duquesne enquanto a frota Hispânico-Holandesa estava na baía realizando reparos. A vitória francesa assegurou a supremacia da frota por dois anos, até que uma frota Holandesa chegou ao local e os franceses bateram em retirada.

## Antecedentes

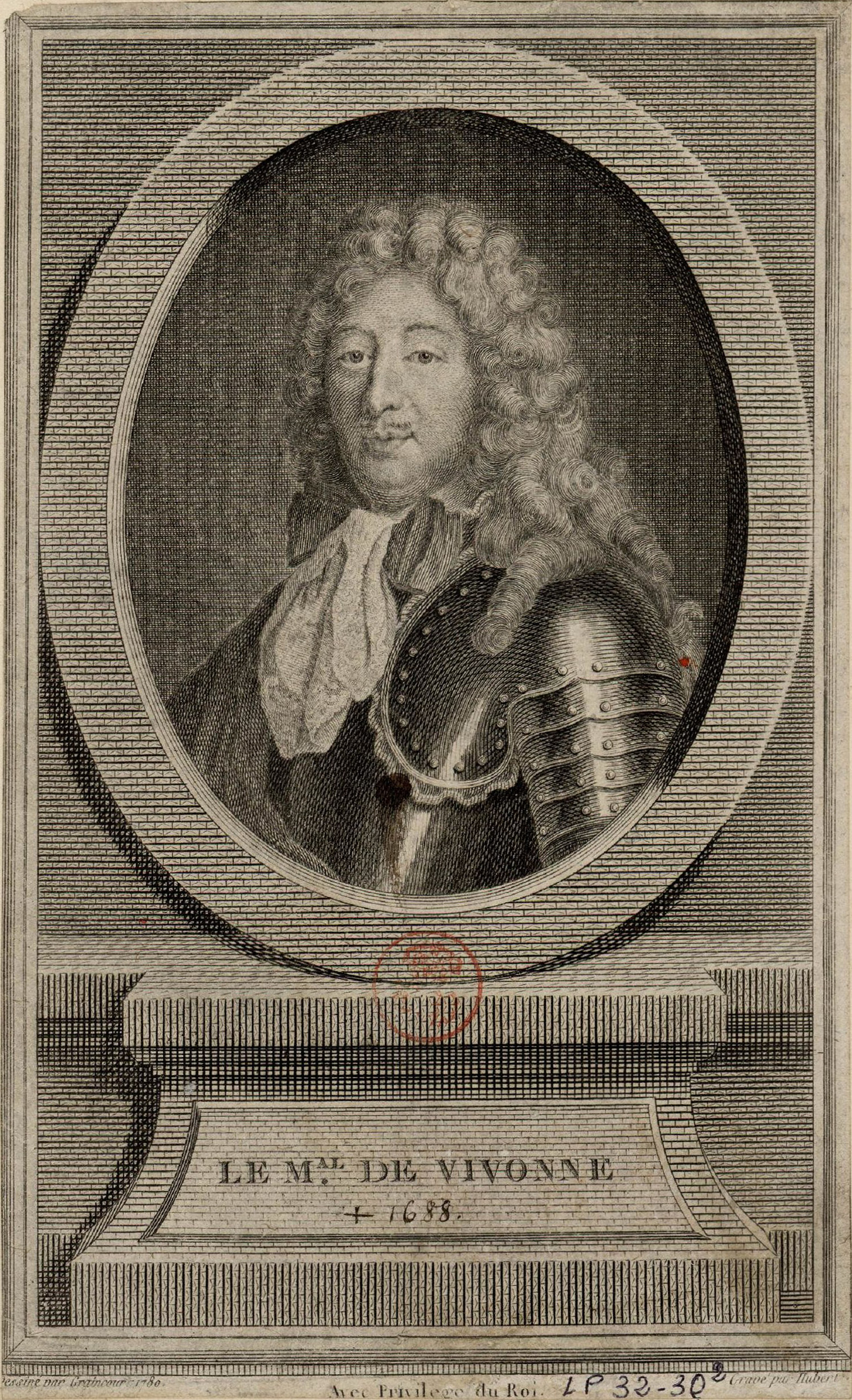
Um retrato de Louis Victor de Rochechouart, Duque de Montemart.

Os navios holandeses e espanhóis estavam na baía fazendo reparos em uma batalha anterior de Agosta, onde o tenente-almirante general holandês de Michiel de Ruyter sofreu ferimentos letais. Sua morte causou um forte impacto no moral dos holandeses. O comando de sua frota foi transferido para o vice-almirante den Haen, enquanto o comando geral foi assumido pelo almirante espanhol de Ibarra. A frota francesa sob o comando nominal de Louis Victor de Rochechouart, duque de Mortemart, chegou de Messina. O planejamento da batalha pertencia ao Vice-Almirante Duquesne, Contra-Almirante de Tourville e Contra-Almirante Gabaret. Os holandeses estavam inclinados a enfrentar os franceses no mar, mas ficaram muito desapontados com a conduta espanhola na batalha anterior. Os navios holandeses e espanhóis da linha e fragatas foram floresceu em uma ordem de batalha em toda a baía com as galeras espanholas na frente deles para proteger de inimigos brulotes. A frota francesa era maior e mais poderosa. Muitos navios espanhóis eram de projetos mais antigos, equipados com canhões de baixo calibre e tripulações incompletas não treinadas. As tripulações holandesas foram muito bem treinadas, embora também incompletas devido às perdas irrecuperáveis nas batalhas anteriores e uma epidemia de disenteria. O plano francês era travar combate primeiro com os navios espanhóis, continuar com os navios holandeses e as baterias costeiras até que a baía fosse coberta com fumaça de pólvora sob a qual os navios de fogo deveriam atacar.

## A batalha

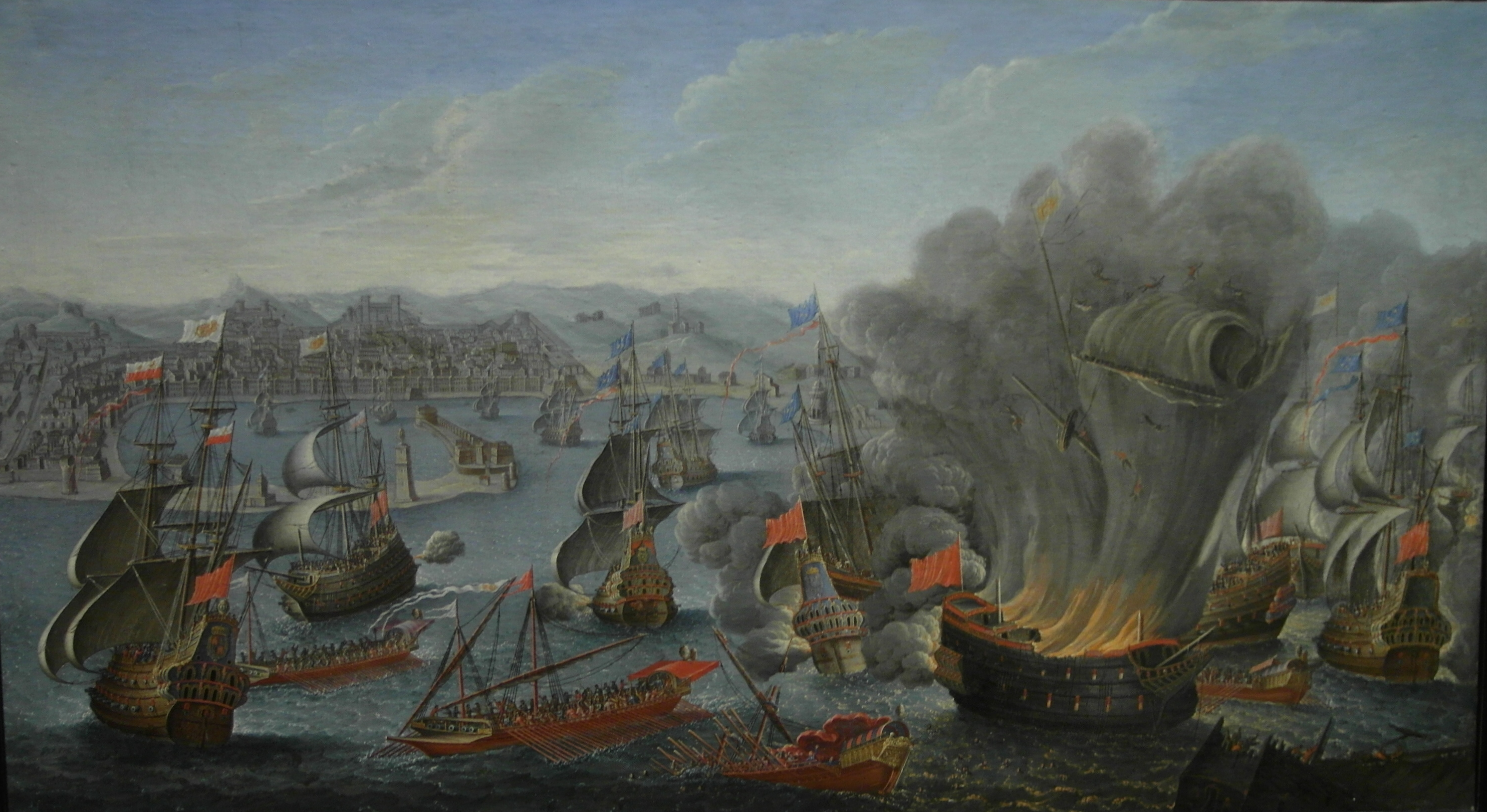
Cena da Batalha de Palermo.

Os navios espanhóis não conseguiram manter a ordem de batalha por muito tempo. Muitos deles deixaram o local desordenadamente. Três fragatas espanholas foram queimadas devido a um ataque de bombeiro francês. Duas galeras espanholas foram destruídas por fogo de artilharia com a morte do almirante de Villaroel. Quando a resistência espanhola do lado direito da linha entrou em colapso, os franceses atacaram o lado esquerdo e o centro, consistindo principalmente dos navios holandeses com todas as suas forças. A nau capitânia espanhola Nuestra Señora del Pilar, de 70 canhões, foi atacada por quatro navios franceses, pegou fogo e explodiu com 200 marinheiros e ambos almirantes, de Ibarra e de La Cerda, mortos. A maioria das perdas holandesas pode ser atribuída a outro ataque bem-sucedido de bombeiro francês contra Steenbergen, de 68 canhões, que colidiu com dois outros navios holandeses, Vrijheid, 50 canhões e Leiden, 36 canhões, em uma manobra evasiva que falhou. Todos os três navios holandeses pegaram fogo e explodiram, embora a maioria de suas tripulações tenha escapado com sucesso. O contra-almirante van Middelandt foi morto a bordo do Steenbergen. Os holandeses continuaram resistindo. O vice-almirante den Haen foi morto por uma bala de canhão enquanto comandava sua nau capitânia, o Gouda, de 76 armas. Com todos os almirantes holandeses e espanhóis mortos, um oficial de bandeira da tarde de Ruyter, o capitão Callenburgh de 76-gun Eendracht, assumiu o comando geral. Uma das baterias costeiras espanholas explodiu e a cidade pegou fogo. Os holandeses e espanhóis estavam em uma posição terrível, embora os franceses tenham perdido todos os seus navios de fogo e Vivonne ordenou o retorno a Messina.

## Consequências
Pode-se argumentar que os franceses teriam sido capazes de atingir a destruição completa da frota holandesa e espanhola aliada ao custo de perdas francesas maiores. No entanto, Vivonne decidiu que a batalha já havia sido ganha e que era melhor voltar sem perder um único navio de guerra. A vitória francesa teve poucos ganhos, e as forças francesas na Sicília foram convocadas em 1º de janeiro de 1678. Como na Guerra Franco-Espanhola de 1635-1659, na Guerra Franco-Holandesa a Espanha manteve sua posição na Itália e provou ser capaz de frustrar as esperanças francesas de grandes ganhos.

## Ordem da batalha

### França
- 24 navios da linha (50 a 80 canhões)
- 5 fragatas (38 a 46 canhões)
- 25 cozinhas
- 9 bombeiros

#### Vanguard (Duquesne)
- Fortune 56 (Marquis d'Amfreville)
- Aimable 56 (Monsieur de La Barre)
- Saint-Esprit 72 (vice-almirante Duquesne)
- Grand 72 (Monsieur de Beaulieu)
- Joli 46 (Monsieur de Belle-Isle)
- Éclatant 60 (Marquês de Coëtlogon)
- Mignon 46 (Monsieur de Relingues)
- Aquilon 50 (Monsieur de Montreuil)
- Vaillant 54 (Monsieur de Septesme)
- Parfait 60 (Monsieur de Chasteneuf)

#### Força principal (Vivonne)
- Cetro 80 (Conde de Vivonne, Contra-almirante Conde de Tourville)
- Pompeux 72 (Chevalier de Valbelle)
- Saint Michel 60 (Marquês de Preuilly d'Humiéres)
- Agréable 56 (Monsieur d'Ailly)
- Téméraire 50 (Chevalier de Lhery)
- Syrène 46 (Chevalier de Béthune)
- Assuré 56 (Marquês de Villette-Mursay)
- Brusque 46 (Chevalier de La Motte)
- Sage 54 (Marquês de Langeron)
- Fier 60 (Monsieur de Chabert)

#### Retaguarda (Gabaret)
- Lys 74 (Contra-Almirante Gabaret )
- Heureux 54 (Monsieur de La Bretesche)
- Apollon 54 (Chevalier de Forbin )
- Trident 38 (Chevalier de Bellefontaine)
- Sans-Pareil 70 (Monsieur de Châteauneuf)
- Magnifique 72 (Monsieur de La Gravière)
- Vermandois 50 (Monsieur de La Porte)
- Prudent 54 (Monsieur de La Fayette)
- Fidèle 56 (Chevalier de Cogolin)

### Holanda
- Vrijheid 50 (Adam van Brederode) - explodido
- Stad en Lande 54 (Joris Andringa)
- Spiegel 70 (Gilles Schey)
- Provincie van Utrecht 60 (Jan de Jong)
- Steenbergen 68 (Contra-Almirante Pieter van Middelandt, morto) - explodido
- Kraanvogel 46 (Jacob Willemszoon Broeder)
- Zuiderhuis 46 (Pieter de Sitter)
- Gouda 76 (vice-almirante Jan den Haen, morto)
- Leeuwen 50 (Frans Willem, Graaf van Stierum)
- Damiaten 34 (Isaac van Uitterwijk)
- Edam 34 (Cornelis van der Zaan)
- Groenwijf 36 (Juriaan Baak)
- Eendracht 76 (Gerard Callenburgh)
- Oosterwijk 60 (Jacob Teding van Berkhout)
- Harderwijk 46 (Mattheus Megang)
- Leiden 36 (Jan van Abkoude) - explodido
- Wakende Boei 46 (Cornelis Tijloos)

### Espanha
- Nuestra Señora del Pilar (Capitana Real) 64/74 (1 000-1 100 tripulação) Almirante Don Diego de Ibarra (morto) - explodido
- Santiago (Nueva Real) 80
- San Antonio de Napoles 44/46 (500 tripulantes) - queimado
- San Felipe 40/44 - queimado
- San Carlo / Salvator delle Fiandre / San Salvador (Almirante de Flandres) 40/42/48 (350 tripulantes) - queimado
- San Joaquin / San Juan 80
- San Gabriel 40
- Santa Ana 54/60 - provavelmente queimada e recuperada
- Nuestra Señora del Rosario 50
- Nuestra Señora de Guadalupe, provável
- Nuestra Señora del Rosario y Las Animas, provável
- 19 galeras, incluindo San Jose (Almirante Juan de Villaroel, morto), afundado, e San Salvador, afundado